# Thomas Green (piragüista)
Thomas Anthony Green (3 de junio de 1999) es un deportista australiano que compite en piragüismo en la modalidad de aguas tranquilas.
Participó en dos Juegos Olímpicos de Verano, obteniendo dos medallas, oro en Tokio 2020 (K2 1000 m) y bronce en París 2024 (K2 500 m). Ganó una medalla de bronce en el Campeonato Mundial de Piragüismo de 2022, en la prueba de K2 500 m.
En 2022 fue condecorado con la Medalla de la Orden de Australia (OAM).

## Palmarés internacional
| Juegos Olímpicos   | Juegos Olímpicos | Juegos Olímpicos  | Juegos Olímpicos |
| Año                | Lugar            | Medalla           | Competición      |
| ------------------ | ---------------- | ----------------- | ---------------- |
| 2020               | Tokio (Japón)    | Medalla de oro    | K2 1000 m        |
| 2024               | París (Francia)  | Medalla de bronce | K2 500 m         |
| Campeonato Mundial |                  |                   |                  |
| Año                | Lugar            | Medalla           | Competición      |
| 2022               | Halifax (Canadá) | Medalla de bronce | K2 500 m         |